# Anders Palm
Anders Lennart Axel Somelius Palm, född 8 november 1949 i Malmö, är en svensk  regissör, manusförfattare, filmproducent och skådespelare.
Palm studerade vid Statens scenskola i Stockholm. Han har varit engagerad vid Teater Scenario i Stockholm.

## Filmografi (urval)
- 2017 – Jordskott (TV-serie)
- 2012 – Livstid
- 2008 - Frizon by Jan-Eje Ferling - Ferling Ord & Bild
- 2009 - Bara för idag/Just for today by Jan-Eje Ferling - Ferling Ord & Bild
- 2003 - Sprickorna i muren
- 2003 - Miffo
- 2003 - Melodi för allt som kommer
- 2002 - Beck – Pojken i glaskulan
- 2001 – Återkomsten (TV-serie)
- 2000 - Sleepwalker
- 2000 - Hassel - Förgörarna (TV)
- 2000 - Bastarderna i Paradiset
- 1994 – Fritänkaren – filmen om Strindberg

## Filmpriser
- 2011 - Award: Best Actor, Anders Palm - Festival du Film de Strasbourg 2011 - Film BARA FÖR IDAG/JUST FOR TODAY 2009 by Jan-Eje Ferling
- 2010 - Award: Best Actor Anders Palm - Punta del Este Documentary&Fiction Festival 2010- Film JUST FOR TODAY 2009 by Jan-Eje Ferling
- 2010 - Award: Best Actor, Anders Palm - The Short film Festival of Los Angeles, USA - Film JUST FOR TODAY 2009 by Jan-Eje Ferling
- 2010 - Award: Best Actor, Anders Palm - New York Short Film Festival 2010 - Film BARA FÖR IDAG/JUST FOR TODAY 2009 by Jan-Eje Ferling
- 2010 - Award: Best Actor, Anders Palm - San Francisco Short Film Festival 2009 - Film FRIZON/Free zone 2008 by Jan-Eje Ferling

## Teater

### Roller
| År   | Roll       | Produktion                                                              | Regi             | Teater                   |
| ---- | ---------- | ----------------------------------------------------------------------- | ---------------- | ------------------------ |
| 1988 | Psykologen | Straffmyndig (Strafmündig) Gert Heidenreich                             | Hans Polster     | Helsingborgs stadsteater |
| 2000 |            | Den goda människan i Sezuan (Der gute Mensch von Sezuan) Bertolt Brecht | Judith Hollander | Kolhusteatern            |